# Aarbiwak
Das Aarbiwak ist eine Hütte des SAC im Kanton Bern. Die Hütte liegt auf einer Höhe von 2731 m ü. M. am Fusse des Lauteraarhorns auf dem Gebiet der Gemeinde Guttannen.
Die unbewartete Hütte hat 17 Schlafplätze und ist mit einer Notfunkanlage ausgerüstet. Der Zustieg erfolgt vom Grimselhospiz. Erreicht werden kann das Lauteraarhorn, das Finsteraarhorn oder die Studerhorngruppe. Weitere Touren führen über den Strahleggpass, das Finsteraarjoch oder das Agassizjoch zur Schreckhornhütte.

## Geschichte
Ein erstes Biwak wurde 1973 gebaut. Im darauffolgenden Winter wurde es von einem Sturm zerstört. Die heutige Hütte wurde 1976 fertiggestellt.

## Karten
- Landeskarte der Schweiz, Blatt 1249 Finsteraarhorn (1:25'000)
- Landeskarte der Schweiz, Blatt 2520 Jungfrau Region (1:25'000)
- Landeskarte der Schweiz, Blatt 264T Jungfrau (1:50'000)